# Königsegg

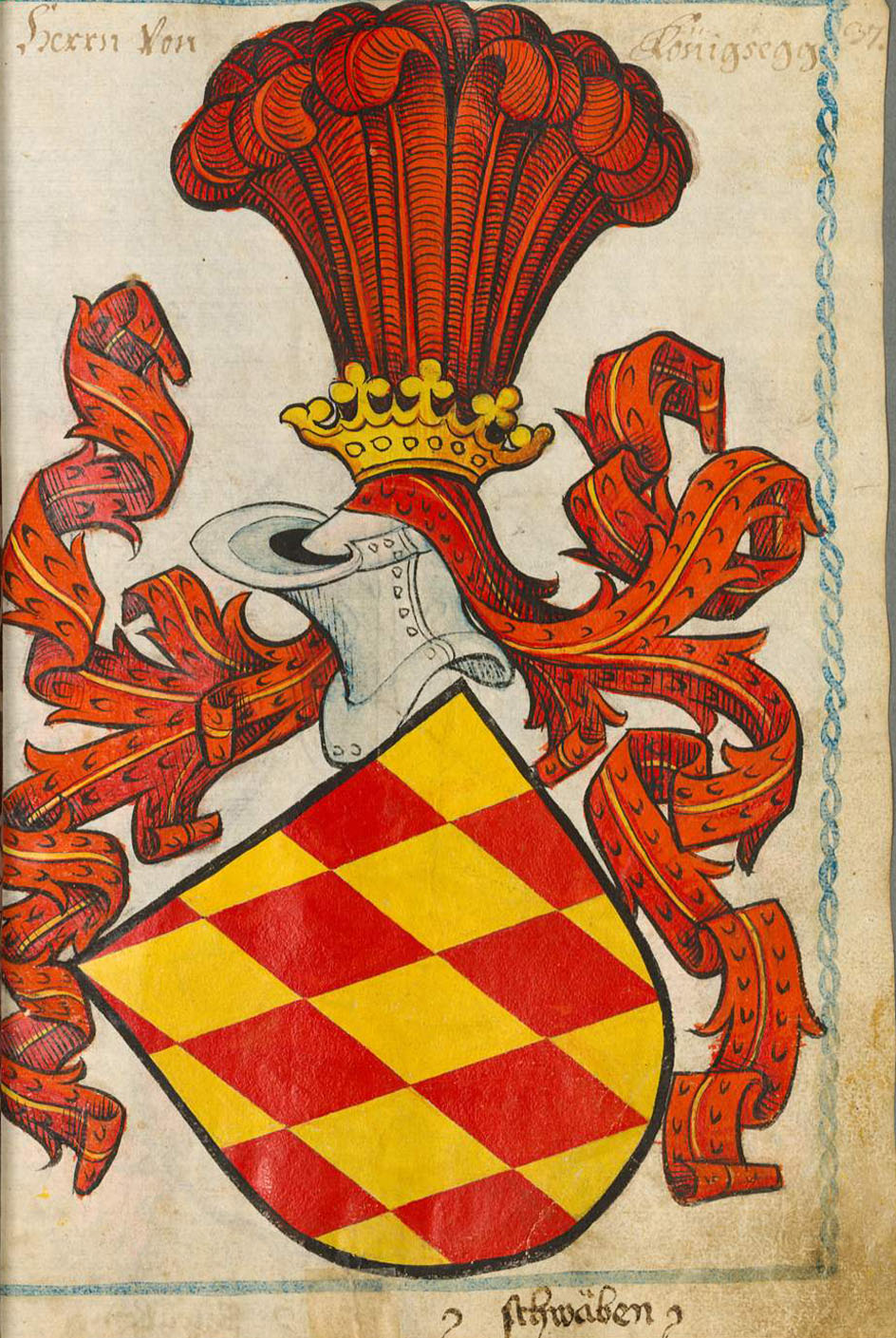
Herb rodu von Königsegg z Scheiblersches Wappenbuch, 1450–1480

Königsegg – niemiecki ród arystokratyczny, wywodzący się ze średniowiecznego państewka o tej samej nazwie, położonego na terenie dzisiejszej Badenii-Wirtembergii.

## Przedstawiciele rodu
- Johann Jacob von Königsegg-Rothenfels (1590–1654) – duchowny;
- Hugo Franz von Königsegg-Rothenfels (1660–1720) – biskup litomierzycki;
- Dominik von Königsegg-Rothenfels (1673–1751) – feldmarszałek i minister wojny Austrii;
- Karl Ferdinand von Königsegg-Erps (1696–1759) – polityk;
- Maximilian Friedrich von Königsegg-Rothenfels (1708–1784) – arcybiskup Kolonii i biskup Münster;
- Karl Aloys von Königsegg-Aulendorf (1726–1796) – duchowny;
- Christian von Koenigsegg (ur. 1972) – założyciel szwedzkiej marki samochodowej Koenigsegg.